# Ćittaśarira
Ćittaśarira (trl. cittaśarIra „ciało umysłowe”) – ciało subtelne w hinduizmie, jedna z powłok istoty ludzkiej. Ciało to jest poza kategoriami żyjące i umarłe, i stanowi opozycję wobec ciała z mięsa (mansadeha). Jogawasisztha (3.22.15) objaśnia, iż ćittaśarira jest Rzeczywistością bez przestrzeni.